# موليبدات الفضة
 موليبدات الفضة  مركب كيميائي له الصيغة Ag2MoO4، ويكون على شكل مسحوق يتراوح لونه بين الأبيض والأصفر.

## الخواص
- لا ينحل موليبدات الفضة في الماء، إلا أنه ينحل في حمض النتريك.
- يتفكك مركب موليبدات الفضة بالتسخين، وهو ينصهر عند 483°س.

## التحضير
يحضر موليبدات الفضة من إضافة موليبدات الصوديوم إلى محلول نترات الفضة، حيث يترسب موليبدات الفضة على شكل مسحوق لا بلوري، ويمكن الحصول على شكل مستعلق منه في حال استخدام تراكيز ممددة.
كما يمكن استخدام موليبدات الأمونيوم وذلك لتحضير أنابيب نانوية وذلك باستخدام أسلوب مائي حراري بسيط. للحصول على الأنابيب النانوية يجب مراعاة تأثير عدة عوامل تتضمن: سرعة التفاعل والتركيز ودرجة الحرارة.

## الاستخدامات
يمزج مع يوديد الفضة من أجل تحضير أنواع خاصة من الزجاج يكون لها ناقلية أيونية.